# Point Pleasant (New Jersey)
Point Pleasant ist ein Borough, das heißt eine Gemeinde, im Ocean County im US-Bundesstaat New Jersey. Das U.S. Census Bureau ermittelte bei der Volkszählung 2020 eine Einwohnerzahl von 18.941.

## Geschichte
Point Pleasant wurde als Borough nach einem Referendum am 19. Mai 1920 etabliert. Im Jahr 1925 wurde der Point Pleasant Canal fertiggestellt. Dieser Kanal ist Teil des Atlantic Intracoastal Waterway.

## Trivia
Eine fiktionale Version von Point Pleasant war Schauplatz der US-Fernsehserie Point Pleasant im Jahr 2005.

## Berühmte Söhne und Töchter der Stadt
- Soraya (1969–2006), Songwriterin
- Tawny Cypress (* 1976), Schauspielerin
- Brian Lynch (* 1978), Basketballspieler und -trainer
- Kirsten Dunst (* 1982), Schauspielerin
- Jessie Ward (* 1982), Schauspielerin
- Kelsey Haycook (* 1993), Fußballspielerin
- Jimmy Pinchak (* 1996), Schauspieler und Sänger